# Пик Амангельды
Пик Амангельды (каз. Амангелді шыңы) — горная вершина в малом Алматинском отроге, является вершиной северного склона тянь-шаньского хребта Заилийский Алатау.
Назван в честь руководителя национально-освободительного восстания в Казахстане 1916 года и революционера 1918 года Амангельды Иманова.
Высота — 3999 м. С вершины открывается панорама вершин цирков ледников Богдановича и Туюксу, видны вершины — Маншук Маметовой, пик Абая, пик Орджоникидзе, пик Комсомола, пик Молодежный. Южные и западные склоны вершины скалистые, северные и восточные склоны покрыты небольшими участками льда. Первое восхождение на пик Амангельды было совершено в 1939 году группой В. Зимина.
Пик Амангельды один из самых популярных пиков Заилийского Алатау среди альпинистов. На него ведут 2 маршрута (1 Б и 2 Б). Маршрут 1 Б доступен круглый год. Маршрут восхождения средней сложности и требует начальных альпинистских навыков.
С 1999 года на пик Амангельды ЦСКА МО РК устраиваются ежегодные декабрьские забеги памяти Анатолия Букреева от мемориала «Погибшим в горах» (гидропост Туюксу, 2400 м) и почти до скальной вершины (3970 м). В последние годы точка старта забега была перенесена к альплагерю Туюк-Су, в связи с чем нельзя установить один рекорд трассы за все время проведения соревнований. Лучшие показатели прохождения трассы принадлежат альпинисту Денису Урубко — 1 час 15 минут 42 секунды (установлен в 1999 году, старт от мемориала), Юрию Бишаеву — 1 час 12 минут 30 секунд (установлен в 2015 году, старт от альплагеря, однако 21 апреля 2016 года был дисквалифицирован ВФЛА за нарушение допинговых норм), Шынгысу Байкашеву — 1 час 18 минут 38 секунд (установлен в 2020, старт от альплагеря).